# Joseph Burr Tyrrell
Joseph Burr Tyrrell (1. listopadu 1858 Weston, Toronto – 26. srpna 1957 Toronto) byl kanadský geolog, zeměměřič a důlní konzultant. V dětství mu lékař doporučil z důvodu jeho chatrného zdraví častý pobyt venku a později tento životní styl Tyrell stále dodržoval. V roce 1880 byl přijat do Geological Survey of Canada (Kanadské geologické služby), přičemž vyrážel na nákladné expedice a zkoumal geologii kanadského terénu. V současnosti je znám zejména jako objevitel prvních známých fosilií velkého tyranosauridního dinosaura druhu Albertosaurus sarcophagus (1884). Jeho velmi úspěšná kariéra byla završena množstvím ocenění, medailí za zásluhy a také pojmenováním institucí či míst po celé Kanadě. Dožil se vysokého věku téměř 99 let.